# La vita che ho deciso
La vita che ho deciso è un brano musicale interpretato dalla cantautrice italiana Paola Turci, secondo singolo estratto dall'album Il secondo cuore, pubblicato il 7 aprile 2017.

## Video musicale
Il videoclip ufficiale del brano è stato pubblicato il 10 aprile 2017 sul canale YouTube della casa discografica Warner Music Italy, ed è stato diretto da Luisa Carcavale.

## Tracce
1. La vita che ho deciso – 3:29

## Classifiche
| Classifica (2017)         | Posizione massima |
| ------------------------- | ----------------- |
| Italia (airplay)          | 18                |
| Italia (airplay italiana) | 8                 |